# Qomsheh-ye Seyyed Qāsem
Qomsheh-ye Seyyed Qāsem är en ort i Iran.   Den ligger i provinsen Kermanshah, i den västra delen av landet, 400 km väster om huvudstaden Teheran. Qomsheh-ye Seyyed Qāsem ligger 1 384 meter över havet och antalet invånare är 494.
Terrängen runt Qomsheh-ye Seyyed Qāsem är kuperad åt nordost, men åt sydväst är den platt.Runt Qomsheh-ye Seyyed Qāsem är det ganska tätbefolkat, med 185 invånare per kvadratkilometer. Närmaste större samhälle är Kermānshāh, 16,0 km öster om Qomsheh-ye Seyyed Qāsem. Omgivningarna runt Qomsheh-ye Seyyed Qāsem är i huvudsak ett öppet busklandskap.